# Grigoraș Dinicu
Grigoraș Dinicu (Bucarest, 3 d'abril de 1889 - Idem. 28 de març de 1949), va ser un virtuós violinista i compositor romanès d'origen gitano, que es va establir a través d'una manera especial d'interpretar peces musicals antigues de la repertori de violins, a través de la sobrietat del seu estil individual i una tècnica instrumental excepcional. És conegut arreu del món especialment per la seva composició de 1906, Hora staccato. Les seves altres composicions conegudes són: Hora marțișorului, Ceasornicul, Caruța poștei i Hora spiccato (més coneguda com Hora "La tempesta"). El violinista Jascha Heifetz va dir sobre Dinicu que és el millor violinista que ha escoltat mai.

## Biografia
Grigoraș Dinicu va néixer al barri "Scaune" dels violinistes de Bucarest, en una modesta casa del carrer Sfinților, i va viure de petit en l'ambient de la música popular. El seu pare, Ionică Dinu, originari de Ștefănești, comtat d'Argeş, era un músic molt conegut, que havia tocat a França i Rússia, company del famós Sava Pădureanu, antic violinista del tsar de Rússia. La seva mare era filla d'Angheluș Dinicu, un famós naista d'aquella època, i germana de Dimitrie Dinicu, que, després d'estudiar violoncel a Viena, esdevingué el primer violoncel·lista de l'Orquestra Filharmònica de Bucarest i professor del Conservatori. Uns mesos després del naixement de Grigoraș, el seu pare va anar amb Angheluș Dinicu a l'Exposició Universal de París, amb motiu de la inauguració de la Torre Eiffel, on van conquistar els visitants de l'exposició amb la seva interpretació de "Ciocârlie".

## Primeres classes de violí
De petit, Grigoraș va cantar al cor infantil de l'església "Scaunele Vechi" del barri, i més tard, juntament amb el jove Trandafir, fill del conegut violinista Dobrića, va sentir gust per la música. Les seves primeres lliçons de violí les va fer amb Moș Zamfir, un vell violinista, que li va ensenyar a cantar "Doina haiducului", "Lume, lume, soro lume", "Arde foc la Bucharest" i fins i tot "Ciocârlia". Va escoltar música al gramòfon per primera vegada, quan tenia 13 anys, a la casa de Bucarest del músic alemany Rudolf Malcher.
Al Conservatori
Al Conservatori de Música de Bucarest, on va estudiar violí i composició els anys 1902-1906, va ser admès després de formar-se amb el conegut pedagog Carl Flesch. Per guanyar-se la vida va començar a cantar en diferents actes puntuals, com el tradicional "tárg al mósilor" i als restaurants "Sabates". El 1906 va fer l'examen de graduació del Conservatori a l'escenari de l'Ateneu Romanès, interpretant la part en solitari del Concert núm. 1 per a violí i orquestra de Niccolo Paganini, pel qual va ser guardonat amb el Primer Premi Entre les "encores" interpretades, també va col·locar la seva pròpia composició "Hora staccato", que li va portar la immortalitat.

## Al local de Bucarest
Després de dos anys de pràctica a l'Orquestra Simfònica del Ministeri d'Instrucció Pública, Grigoraș Dinicu va aparèixer com a solista d'aquesta formació. Tot i que tenia ganes de continuar els estudis de música clàssica, amb el petit sou que cobrava no podia assegurar la seva existència i així va aconseguir una feina de cap de cambrer al restaurant de l'hort del "Bufet", on cantava cada vespre, conquerint el públic. : "Qui escolta el violí de Grigoras escolta i veu la música alhora", exclama Alexandru Vlahuță. Durant sis mesos va actuar al restaurant "Gambrinus" d'I.L. Caragiale, un gran amant de la música. Mentrestant, Dinicu continua els seus estudis al Conservatori, aprofundint el repertori clàssic amb el professor Vasile Filip. El 1913 va signar un contracte amb el restaurant d'Ionică Enescu, on actuaria durant 22 anys. Grans solistes del món vindran aquí, passant per Bucarest, per escoltar la seva música i el so profund del violí, tal com es trobaran aquí el cap de setmana tots els grans melòmans, entre els quals hi havia figures destacades de la cultura d'aquella temps temps, com George Enescu, Victor Eftimiu, Tony Bulandra, Ioan Alexandru Brătescu-Voinești. Els programes musicals presentats van satisfer les demandes més exigents, Dinicu va interpretar tant peces del repertori clàssic com del cafè-concert o repertori popular. Amb l'esclat de la Primera Guerra Mundial, Dinicu també organitza concerts benèfics als hospitals per ferits o malalts de tifus exantemàtic. Després de la guerra, forma el seu propi conjunt, juntament amb l'interpret del tambalagi (Címbal hongarès) Vasile Budișteanu (pare d'Ionel Budișteanu), virtuós d'aquest instrument. És l'època de glòria de Grigoraș Dinicu i l'època en què el seu art rep el reconeixement internacional. El polític Victor Filotti el va portar a Budapest, presentant-lo a Rácz Laci, el violinista més famós d'Hongria, sobrenomenat "el príncep dels violinistes". Es diu que, després d'escoltar-lo, Laczi hauria dit: Si jo sóc el príncep dels violins, aquest romanès sembla ser un veritable rei d'ells.

## Consagració mundial
Els anys posteriors a la primera guerra van portar a la consagració mundial de Grigoraș Dinicu, quan va rebre un compromís al Green Park Hotel de Londres, per recomanació del violinista Mischa Elman. Un gran rètol lluminós on hi havia escrit Grigoras Dinicu, rei dels intèrprets gitanos i la seva banda anunciaven les cançons que s'havien de presentar al públic anglès. Des de Londres, Dinicu anirà a Montecarlo on, al famós Imperi, es trobarà amb George Enescu, i en pocs dies amb Fritz Kreisler, les composicions per a violí del qual formaven part del seu repertori.
A continuació, els mesos passats a París amb contracte a l'Ambassadeur, el restaurant parisenc més gran, on "Ciocârlia" fascina un públic cosmopolita. Aquí coneix el famós músic i violinista Jascha Heifetz, que li demana permís per transcriure "Hora staccato" com a peça de concert, que interpretarà per primera vegada d'aquesta forma amb gran èxit en un concert donat a Viena l'any 1932. Des de llavors, "Hora staccato" apareix als programes amb el nom de Dinicu-Heifetz.
De tornada al seu país, l'any 1932 va interpretar la part solista del Concert en mi menor per a violí i orquestra de Felix Mendelssohn-Bartholdy amb l'Orquestra Filharmònica de Bucarest. Continua cantant al restaurant "Continental" de Bucarest, amb un repertori variat, juntament amb música popular, peces de concert clàssic de Franz Schubert, Johannes Brahms, Antonín Dvořák, etc. En la celebració d'un quart de segle d'activitat als escenaris de concerts, l'any 1935, Dinicu va tornar a pujar al podi de l'Ateneu Romanès, on, sota la batuta del director d'orquestra George Georgescu, va interpretar com a solista el Concert en sol menor, de Max Bruch i, juntament amb Alexandru Teodorescu , primer violinista de la Filharmònica, el doble Concert en re menor de Johann Sebastian Bach. El febrer de 1936, sota la batuta d'Ionel Perlea, interpretarà el Concert en re menor per a violí i orquestra d'Henryk Wieniawski.
L'any 1937, Dinicu va ser convidat a cantar a l'Exposició Internacional de París on, nit rere nit, milers de visitants escoltaven la comparsa de violinistes romanesos. De tornada a Bucarest, esdevé concertino de l'orquestra simfònica "Pro Arte", un conjunt de 80 instrumentistes sota la direcció del director George Cocea. El 1939, aquesta banda va celebrar a Grigoraș Dinicu amb un concert festiu amb motiu del seu 50è aniversari. En aquesta ocasió, el violinista va interpretar el Concert en mi major de Johann Sebastian Bach i el Concert en re major de Ludwig van Beethoven.
A l'Exposició Mundial de Nova York, l'any 1939, el conjunt de Dinicu va acompanyat per Maria Tănase. Durant quatre mesos canten junts al restaurant de Jean Filipescu a Nova York, on reben -entre altres oients del món artístic americà- les ovacions entusiastes de Marlene Dietrich. Torna al seu país amb l'esclat de la Segona Guerra Mundial el setembre del mateix any.

## L'últim any
Treballa al restaurant "Modern" de Sărindar, on escolta regularment Ionel Perlea i, de vegades, George Enescu. Durant una gira de 1943 a Ankara i Istanbul, va patir un ictus, com a conseqüència del qual es van complicar els moviments amb la mà esquerra.
El 1946, Yehudi Menuhin ve a veure'l de nou, per a qui interpreta "Ciocârlia" per darrera vegada.
L'any 1947, l'artista va sentir un dolor cada cop més intens a la gola, i li van diagnosticar un càncer de laringe, seguit d'una intervenció quirúrgica inevitable.
El 23 d'abril de 1947, la Unió d'Artistes, Escriptors i Periodistes va organitzar un concert d'aniversari a l'Ateneu Romanès pel 40è aniversari de l'obra de Grigoras Dinicu. El càncer de laringe havia començat a empitjorar cada cop més, de manera que aquest concert de l'Orquestra "Barbu Lăutaru" sota la batuta de Victor Predescu va venir com un bàlsam per alleujar el patiment. Maria Tănase, Ioana Radu, Rodica Bujor, Ion Luican, Nicu Stoenescu, Petre Gusti van cantar en aquest concert.

## Mort
Dinicu va morir el 28 de març de 1949 a Bucarest. Va ser enterrat al cementiri "Pătrunjel" (avui "Reinvierea"), molt a prop de violinistes com Sava Pădureanu, Cristache Ciolac, Costică Pompieru. Al funeral, l'orquestra "Barbu Lăutaru" dirigida per Ionel Budișteanu va interpretar "Hora staccato".

## Discografia
Article principal: Discografia de Grigoraș Dinicu a la Viquipèdia romanesa.